# Campo México
Campo México är en ort i Mexiko.   Den ligger i kommunen Asunción Cacalotepec och delstaten Oaxaca, i den sydöstra delen av landet, 400 km sydost om huvudstaden Mexico City. Campo México ligger 1 380 meter över havet och antalet invånare är 116.
Terrängen runt Campo México är bergig åt nordväst, men åt sydost är den kuperad. Runt Campo México är det glesbefolkat, med 17 invånare per kvadratkilometer. Närmaste större samhälle är San Miguel Quetzaltepec, 19,1 km öster om Campo México. I omgivningarna runt Campo México växer i huvudsak städsegrön lövskog.